# 拉加尔德 (上比利牛斯省)
拉加尔德（法語：Lagarde，法語發音：[laɡaʁd]）是法国上比利牛斯省的一个市镇，位于该省西北部，属于塔布区。

## 地理
拉加尔德（43°18'21"N, 0°1'57"E）面积4.91 平方千米，位于法国奧克西塔尼大區上比利牛斯省，该省份为法国西南部内陆省份，北至热尔省，西接大西洋比利牛斯省，南与西班牙接壤，东临上加龙省。
与拉加尔德接壤的市镇（或旧市镇、城区）包括：锡亚鲁伊、加扬、奥鲁瓦、乌尔斯贝利勒、塔拉斯泰克斯。

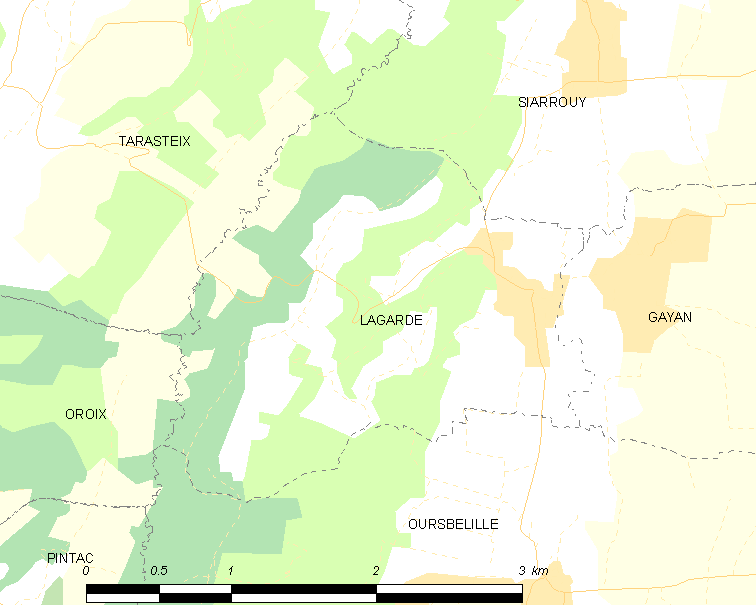
的OSM定位图

拉加尔德的时区为UTC+01:00、UTC+02:00（夏令时）。

## 行政
拉加尔德的邮政编码为65320，INSEE市镇编码为65244。

## 政治
拉加尔德所属的省级选区为比戈尔地区维克县。

## 人口

1962-2008年间人口变化图示

拉加尔德于2022年1月1日时的人口数量为530人。